# Riedenheim
Riedenheim est une commune de Bavière (Allemagne), située dans l'arrondissement de Wurtzbourg, dans le district de Basse-Franconie.

## Personnalités liées à la ville
- Franz Schmitt (1865-1941), homme politique né à Riedenheim.